# Брынь, Василий Мартынович
Участник парада Победы в Москве 24.06.1945
Василий Мартынович Брынь (1910—1983) — старшина Рабоче-крестьянской Красной Армии, участник Великой Отечественной войны, Герой Советского Союза (1943).

## Биография
Василий Брынь родился 12 января 1910 года в селе Николаевка (ныне — Тамбовский район Амурской области) в казачьей семье. В 1941 году окончил сельскохозяйственный техникум, после чего работал в колхозе трактористом. В июле 1941 года был призван на службу в Рабоче-крестьянскую Красную Армию. С июля 1942 года — на фронтах Великой Отечественной войны. Принимал участие в Сталинградской и Курской битвах. К сентябрю 1943 года гвардии ефрейтор Василий Брынь был сапёром 89-го гвардейского отдельного сапёрного батальона 78-й гвардейской стрелковой дивизии 7-й гвардейской армии Степного фронта. Отличился во время битвы за Днепр.
В ночь с 24 на 25 сентября 1943 года Брынь в районе села Домоткань Верхнеднепровского района Днепропетровской области Украинской ССР переправил через Днепр 70 советских солдат и офицеров, и на пароме из двух десантных лодок — 3 орудия с боеприпасами, совершив в общей сложности 12 рейсов.
Указом Президиума Верховного Совета СССР от 26 октября 1943 года за «образцовое выполнение боевых заданий командования на фронте борьбы с немецко-фашистскими захватчиками и проявленные при этом мужество и героизм» гвардии ефрейтор Василий Брынь был удостоен высокого звания Героя Советского Союза с вручением ордена Ленина и медали «Золотая Звезда» за номером 1379.
В 1944 году вступил в ВКП(б). Принимал участие в Уманско-Ботошанской, Ясско-Кишинёвской, Дебреценской, Будапештской, Брновской операциях, освобождении Молдавской ССР, Румынии, Венгрии, Чехословакии. В ноябре 1945 года в звании старшины Брынь был демобилизован. Проживал и работал в селе Каменная Гебля Сквирского района Киевской области, позднее переехал в Новороссийск, где работал экспедитором Курортторга. Умер 16 апреля 1983 года, похоронен на новороссийском кладбище «Солнечное».
Был также награждён орденами Отечественной войны 2-й степени и Красной Звезды, медалями «За боевые заслуги», «За взятие Будапешта» и «За Победу над Германией».